# Baldratia haloxyli
Baldratia haloxyli är en tvåvingeart som beskrevs av Möhn 1969. Baldratia haloxyli ingår i släktet Baldratia och familjen gallmyggor. Inga underarter finns listade i Catalogue of Life.